# كريستينا كريستيانسن
كريستينا كريستيانسن (بالدنماركية: Kristina Kristiansen)‏ (ولدت في 13 يوليو 1989) هي لاعبة كرة يد لنادي نيكوبنغ فالستر لكرة اليد للسيدات، ولمنتخب الدنمارك لكرة اليد للسيدات. حققت المركز الثالث في بطولة العالم لكرة اليد للسيدات 2013.
كريستيانسن مثلية الجنس بشكل علني. وقد أعلنت انها كانت في علاقة عاطفية مع لاعبة كرة القدم الدنماركية ميته غرافهولت ثم إنفصلتا. كما أنها دخلت في علاقة عاطفية مع لاعبة كرة اليد السويدية ناتالي هاغمان لكن الشريكتين انفصلتا في أواخر عام 2017.

## سجل المنافسة
شاركت في البطولات التالية:
- بطولة العالم لكرة اليد للسيدات 2011
- بطولة العالم لكرة اليد للسيدات 2013
- بطولة العالم لكرة اليد للسيدات 2015
- بطولة أوروبا لكرة اليد للسيدات 2012
- بطولة أوروبا لكرة اليد للسيدات 2014
- بطولة أوروبا لكرة اليد للسيدات 2016

## الميداليات
| الميدالية | المسابقة                            |
| --------- | ----------------------------------- |
| برونزية   | بطولة العالم لكرة اليد للسيدات 2013 |

## روابط خارجية
- كريستينا كريستيانسن على موقع الاتحاد الأوروبي لكرة اليد (الإنجليزية)